# Oscaruddelingen 2011
Oscaruddelingen 2011 var den 83. oscaruddeling og fandt sted i Kodak Theatre (nu Dolby Theatre) i Los Angeles 27. februar 2011. Alle film, der havde haft premiere i Los Angeles County i 2010, var i spil til prisen bedste film. Årets værter var James Franco og Anne Hathaway.

## Nominerede og vindere
Oscarnomineringerne blev offentliggjort 25. januar 2011 af skuespilleren Tom Sherak.

### Bedste film
præsenteret af Steven Spielberg
- Kongens store tale – Iain Canning, Emile Sherman og Gareth Unwin
  - 127 Hours – Danny Boyle og Christian Colson
  - Black Swan – Scott Franklin, Mike Medavoy og Brian Oliver
  - The Fighter – David Hoberman, Todd Lieberman og Mark Wahlberg
  - Inception – Christopher Nolan og Emma Thomas
  - The Kids Are All Right – Gary Gilbert, Jeffrey Levy-Hinte og  Celine Rattray
  - The Social Network – Dana Brunetti, Ceán Chaffin, Michael De Luca og Scott Rudin
  - Toy Story 3 – Darla K. Anderson
  - True Grit – Ethan Coen, Joel Coen og Scott Rudin
  - Winter's Bone – Alix Madigan og Anne Rosellini

### Bedste instruktør
- Tom Hooper – Kongens store tale
  - Darren Aronofsky – Black Swan
  - David O. Russell – The Fighter
  - David Fincher – The Social Network
  - Joel og Ethan Coen – True Grit

### Bedste mandlige hovedrolle
- Colin Firth – som George 6. af Storbritannien i Kongens store tale
  - Javier Bardem – som Uxbal i Biutiful
  - Jeff Bridges – som Rooster Cogburn i True Grit
  - Jesse Eisenberg –  som Mark Zuckerberg i The Social Network
  - James Franco – som Aron Ralston i 127 Hours

### Bedste kvindelige hovedrolle
- Natalie Portman – som Nina Sayers i Black Swan
  - Annette Bening – som Nic i The Kids Are All Right
  - Nicole Kidman – som Becca i Rabbit Hole
  - Jennifer Lawrence – som Ree Dolly i Winter's Bone
  - Michelle Williams – som Cindy i Blue Valentine

### Bedste mandlige birolle
- Christian Bale – som Dicky Eklund i The Fighter
  - John Hawkes – som Teardrop i Winter's Bone
  - Jeremy Renner – som James «Gem» Coughlin i The Town
  - Mark Ruffalo – som Paul i The Kids Are All Right
  - Geoffrey Rush – som Lionel Logue i Kongens store tale

### Bedste kvindelige birolle
- Melissa Leo – som Alice Ward i The Fighter
  - Amy Adams – som Charlene Fleming i The Fighter
  - Helena Bonham Carter – som Elizabeth Bowes-Lyon i Kongens store tale
  - Hailee Steinfeld – som Mattie Ross i True Grit
  - Jacki Weaver – som Janine «Smurf» Cody i Animal Kingdom

### Bedste udenlandske film
- Hævnen (Danmark) – Susanne Bier
  - Biutiful (Mexico)  – Alejandro González Iñárritu
  - Dogtooth (Grækenland) – Yorgos Lanthimos
  - Incendies (Canada) – Denis Villeneuve
  - Outside the Law (Algeriet) – Rachid Bouchareb

### Bedste originale manuskript
- David Seidler – Kongens store tale
  - Mike Leigh – Another Year
  - Scott Silver, Paul Tamasy, Eric Johnson – The Fighter
  - Christopher Nolan – Inception
  - Lisa Cholodenko, Stuart Blumberg – The Kids Are All Right

### Bedste filmatisering
- Aaron Sorkin – The Social Network fra The Accidental Billionaires af Ben Mezrich
  - Danny Boyle og Simon Beaufoy – 127 Hours fra Between a Rock and a Hard Place av Aron Ralston
  - Michael Arndt, John Lasseter, Andrew Stanton og Lee Unkrich – Toy Story 3; figurer baseret på Toy Story og Toy Story 2
  - Joel og Ethan Coen – True Grit fra True Grit af Charles Portis
  - Debra Granik og Anne Rosellini – Winter's Bone fra Winter's Bone af Daniel Woodrell

### Beste animationsfilm
- Lee Unkrich – Toy Story 3
  - Chris Sanders & Dean DeBlois – Sådan træner du din drage
  - Sylvain Chomet – L'Illusionniste

### Bedste fotografering
- Wally Pfister – Inception
  - Matthew Libatique – Black Swan
  - Danny Cohen – Kongens tale
  - Jeff Cronenweth – The Social Network
  - Roger Deakins – True Grit

### Bedste sang
- «We Belong Together» fra Toy Story 3 – Randy Newman
  - «Coming Home» fra Country Strong – Bob DiPiero, Tom Douglas, Hillary Lindsey, Troy Verges
  - «If I Rise» fra 127 timer – A.R. Rahman, Rollo Armstrong og Dido Armstrong
  - «I See the Light» fra To på flugt – Alan Menken, Glenn Slater

### Bedste orginalmusik
- The Social Network – Trent Reznor og Atticus Ross
  - 127 timer – A.R. Rahman
  - Sådan træner du din drage – John Powell
  - Inception – Hans Zimmer
  - Kongens store tale – Alexandre Desplat

### Bedste kortfilm
- God of Love – Luke Matheny
  - The Confession – Tanel Toom
  - The Crush – Michael Creagh
  - Na Wewe – Ivan Goldschmidt
  - Wish 143 – Ian Barnes

### Bedste animerede kortfilm
- The Lost Thing – Andrew Ruhemann og Shaun Tan
  - Day & Night – Teddy Newton
  - The Gruffalo – Max Lang og Jakob Schuh
  - Let's Pollute – Geefwee Boedoe
  - Madagascar, carnet de voyage – Bastien Dubois

### Bedste dokumentarfilm
- Inside Job – Charles Ferguson og Audrey Marrs
  - Exit Through the Gift Shop – Banksy og Jaimie D'Cruz
  - Gasland – Josh Fox og Trish Adlesic
  - Restrepo – Tim Hetherington og Sebastian Junger
  - Waste Land – Lucy Walker og Angus Aynsley

### Bedste kortdokumentarfilm
- Strangers No More – Karen Goodman og Kirk Simon
  - Killing in the Name – Jed Rothstein
  - Poster Girl – Sara Nesson
  - Sun Come Up – Jennifer Redfearn og Tim Metzger
  - The Warriors of Qiugang– Ruby Yang og Thomas Lennon

### Bedste lydredigering
- Richard King – Inception
  - Tom Myers og Michael Silvers – Toy Story 3
  - Gwendolyn Yates Whittle og Addison Teague – Tron – Legacy
  - Skip Lievsay og Craig Berkey – True Grit
  - Mark P. Stoeckinger – Unstoppable

### Bedste lydmiks
- Lora Hirschberg, Gary A. Rizzo og Ed Novick – Inception
  - Paul Hamblin, Martin Jensen og John Midgley – Kongens store tale
  - Jeffrey J. Haboush, Greg P. Russell, Scott Millan  og William Sarokin – Salt
  - Ren Klyce, David Parker, Michael Semanick og Mark Weingarten – The Social Network
  - Skip Lievsay, Craig Berkey, Greg Orloff og Peter F. Kurland – True Grit

### Bedste sminke
- Rick Baker og Dave Elsey – The Wolfman
  - Adrien Morot – Barney's Version
  - Edouard F. Henriques, Gregory Funk og Yolanda Toussieng – The Way Back

### Bedste kostumedesign
- Colleen Atwood – Alice i Eventyrland
  - Antonella Cannarozzi – I Am Love
  - Jenny Beavan – Kongens store tale
  - Sandy Powell – The Tempest
  - Mary Zophres – True Grit

### Bedste klipning
- Angus Wall og Kirk Baxter – The Social Network
  - Andrew Weisblum – Black Swan
  - Pamela Martin – The Fighter
  - Tariq Anwar – Kongens tale
  - Jon Harris – 127 timer

### Bedste visuelle effekter
- Paul Franklin, Chris Corbould, Andrew Lockley og Peter Bebb – Inception
  - Ken Ralston, David Schaub, Carey Villegas og Sean Phillips – Alice i Eventyrland
  - Tim Burke, John Richardson, Christian Manz og Nicolas Aithadi – Harry Potter og Dødsregalierne - del 1
  - Michael Owens, Bryan Grill, Stephan Trojanski og Joe Farrell – Hereafter
  - Janek Sirrs, Ben Snow, Ged Wright og Daniel Sudick – Iron Man 2